# Rosamunde Pilcher: Falsches Leben, wahre Liebe
Falsches Leben, wahre Liebe ist ein deutscher Fernsehfilm von Stefan Bartmann aus dem Jahr 2020. Bei dem in der Rubrik „Herzkino“ startenden ZDF-Sonntagsfilm handelt es sich um die 157. Folge der Filmreihe Rosamunde Pilcher, diesmal nach der Kurzgeschichte „A Saturday Afternoon“ der Schriftstellerin. Marvin Linke, Leonie Brill, Paul Triller und Caroline Hartig spielen die Hauptrollen im Film, Daniel Morgenroth und Stephanie Japp sind in tragenden Rollen besetzt. Die Erstausstrahlung in Deutschland erfolgte am 1. März 2020 im ZDF.
Das Presseportal des ZDF schrieb: „Seit über 25 Jahren bietet die malerische Küste Cornwalls den Schauplatz für die am längsten laufende Reihe im ZDF-‚Herzkino‘.“ Seit dem Auftaktfilm am 30. Oktober 1993 seien „weit über 100 Filme nach den Vorlagen der britischen Erfolgsautorin gedreht“ worden. Die Drehorte der Reihe würden den Tourismus in Südengland beeinflussen, hieß es weiter, wofür der Prince of Wales und Duke of Cornwall, Prinz Charles, der Schriftstellerin und der Produktionsfirma sowie dem ZDF 2016 gedankt habe.

## Handlung
Marineleutnant William „Bill“ Pexton und Marc Oliver „Mo“ Miller freunden sich während der Aufnahmeprüfung bei den Kampftauchern miteinander an. Mo erging es in seinem bisherigen Leben nicht so gut wie Bill, der in einer intakten Familie aufgewachsen ist. Er kennt seinen Vater nicht, weiß lediglich, dass er bei der Marine gewesen sein soll. Die jungen Männer ahnen nicht, dass sie viel mehr verbindet als eine bloße Freundschaft. Sie wurden als Babys vertauscht. Da dies erst zwei Jahre nach ihrer Geburt ans Tageslicht kam, entschieden sich ihre Mütter, alles so zu belassen, da die Bindung an das jeweilige Kind inzwischen viel zu stark war. Zwar wollten die beiden Frauen in Kontakt bleiben, was jedoch scheiterte, da Mos „Mutter“ plötzlich mit dem Kind verschwunden war. Bills „Mutter“, Lady Theresa Pexton, wollte jedoch weiter Anteil am Schicksal ihres wirklichen Kindes nehmen. Sie beauftragte einen Privatdetektiv, der die Spur von Mutter und Kind, die nach Südafrika führte, verfolgen sollte. Lady Paxtons Mann, Lord Frederic Pexton, nahm das mit Unmut zur Kenntnis, wollte er die Sache doch lieber auf sich beruhen lassen.
Sowohl Mo als auch Bill verpatzen die Kampfschwimmerprüfung, allerdings liegt der Grund bei Bill darin, dass er seinen gestürzten Freund Mo nicht einfach zurücklassen will. Am Ende des Tages lädt Bill seinen neuen Freund nach Cornwall ein, wo seine Eltern ein Landgut besitzen. Während ihrer Fahrt dorthin machen sie einen Abstecher, um Bills Freundin Abigail Collins zu besuchen. Statt Abby trifft Bill im Juweliergeschäft, das die Schwestern betreiben, jedoch nur deren Schwester Doreen an. Bill weiß nicht, dass die junge Frau, deren Spitzname wegen ihrer rundlichen Figur früher „Donut“ lautete, schon sehr lange in ihn verliebt ist. Seit man bei ihr Diabetes festgestellt hat, hat Doreen sich äußerlich sehr verändert und ist ungemein schlank geworden. Bill hält sie, als er sie nur von hinten sieht, kurz für Abigail,  Mo macht zur selben Zeit die Bekanntschaft von Abigail, ohne zu ahnen, dass es sich bei ihr um die Freundin von Bill handelt. Zwischen beiden knistert es gewaltig. Mo macht ein Selfie und tippt zudem seine Telefonnummer in das ihm bereitwillig von Abigail überlassene Handy der jungen Frau ein.
Mo kommt aus dem Staunen nicht heraus, als er das Landgut der Pextons sieht. Bill hatte nicht viel erzählt, auch nicht, dass er aus einer alteingesessenen adligen Offiziersfamilie stammt, in der es Brauch ist, dass die Söhne zur Marine gehen, obwohl Bill lieber den Beruf des Arztes ergriffen hätte. Lord Frederic und Lady Theresa nehmen den jungen Mann herzlich auf, da ihnen Freunde ihres Sohnes immer willkommen sind. Als Bill Mo dann seine Freundin Abby vorstellt, verschweigen die jungen Leute, dass sie sich bereits kennen. Doreen hingegen setzt alles daran, ihre nach wie vor vorhandenen Gefühle für Bill zu unterdrücken, auch und gerade, weil sie so gut miteinander harmonieren.
Während alle noch versuchen ihre Gefühle in den Griff zu bekommen, keimt in Frederic der Verdacht auf, dass es sich bei Mo um seinen vertauschten leiblichen Sohn handeln könnte, wobei auch ein Abzeichen der Marine, das Frederic zufällig zu Gesicht bekommt eine Rolle spielt. Ein Abgleich der Geburtsdaten untermauert seine Vermutung noch zusätzlich, die sich immer mehr bestätigt. Als Bill und Mo davon erfahren, wissen sie im ersten Moment überhaupt nicht, wie sie damit umgehen sollen. Lord Frederic und Lady Theresa sind jedoch überglücklich und schließen ihren wiedergefundenen Sohn in die Arme. Der Lord setzt nun alles daran, Mo auch offiziell als seinen Sohn und Erben seines Titels anerkennen zu lassen. Das macht die Situation für Bill nicht leicht, der sich zunehmend wie das fünfte Rad am Wagen fühlt und für überflüssig hält. Aber nicht Abby ist es, die ihn in dieser schwierigen Situation unterstützt, sondern Doreen. Trotzdem macht Bill Abby einen Heiratsantrag, so als wolle er die Vergangenheit festhalten. Abby, die in diesem Moment selbst überfordert ist, nimmt den Antrag an. Für Doreen scheint der Zeitpunkt gekommen zu sein, Cornwall zu verlassen.
Zwischen Mo und Bill hat sich zu viel verändert, als dass ihre Freundschaft unbeschwert davon hätte bleiben können. Dann taucht überraschend Mos Ziehmutter auf und offenbart, dass Lord Pexton verantwortlich dafür ist, dass sie damals mit Mo untergetaucht ist. Er hatte ihr seinen Sohn abkaufen wollen. Diese Offenbarung löst zwischen den Paxtons ein Zerwürfnis aus, da Lady Paxton das Verhalten ihres Mannes nicht nachvollziehen kann und will. Aber auch Abby muss sich eingestehen, dass ihr Traum, eines Tages Lady Paxton zu sein, sich mit Bill nicht erfüllen wird, da der Titel nun an Mo geht. Zudem fühlt sie sich sowieso viel stärker zu Mo hingezogen, als sie es sich bisher eingestehen wollte. Sie zieht die Konsequenz und gibt Bill seinen Ring zurück.
Ein Gespräch zwischen Bill und Mo klärt so manches, zum Beispiel auch, dass Doreen die richtige Frau für Bill ist und dass sein beruflicher Weg nicht der des Militärs, sondern ein Medizinstudium sein wird. Und so geschieht es, dass Mo seine Eltern dazu bringt, sich wieder zu versöhnen und Bill zusammen mit Doreen auf der Hochzeit von Mo und Abby tanzt. Als Doreen mit Blick auf ihre Schwester wissen will, ob Bill immer noch sicher sei, sich richtig entschieden zu haben, küsst er sie und meint, „ganz sicher“.

## Produktion

### Dreharbeiten, Produktionsnotizen

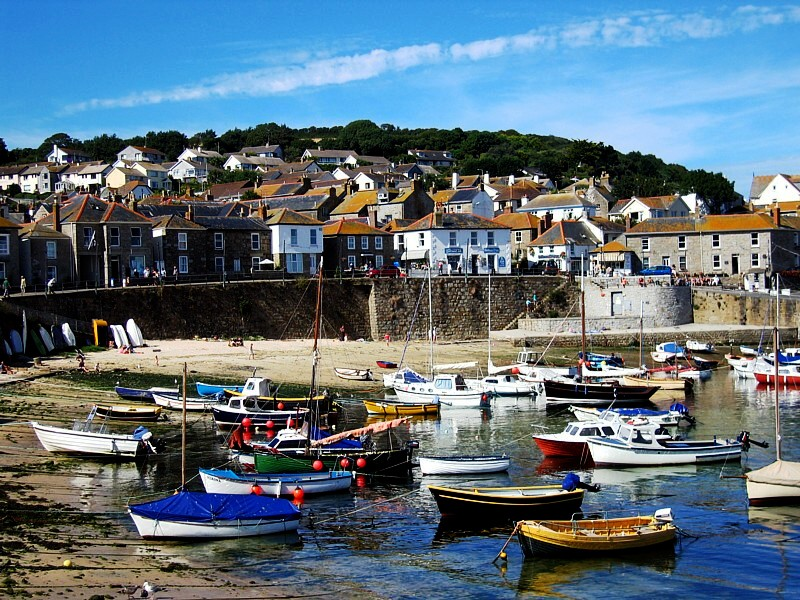
Mousehole, einer der Drehorte des Films

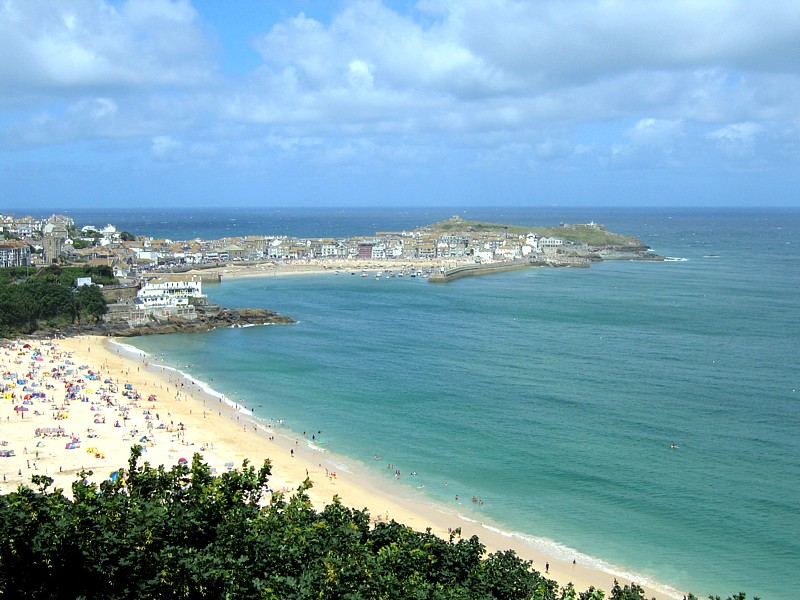
St Ives, ein weiterer Drehort

Falsches Leben, wahre Liebe wurde vom 25. September bis zum 23. Oktober 2019 an Schauplätzen in Cornwall gedreht. Trengwainton House in Penzance diente als Pexton Manor; auch der Bahnhof befindet sich in Penzance. Die Orangerie ist Teil von Port Eliot im Dorf St Germans, in der Küstengemeinde Crantock Village befindet sich das Cottage. Die Garnison befindet sich auf der Gezeiteninsel St Michael’s Mount, der Pub im „Old Albion Inn“ in Crantock. In Camp Penhale in Holywell ist das Manövergelände angesiedelt, als Dorf dienten Mousehole und St Ives. Bei den Klippen Godrevey in Hayle entstanden die Aufnahmen beim Leuchtturm. Der Goldschmiedebetrieb Emily Nixon befindet sich ebenfalls in Hayle.

### Hintergrund
Für Marvin Linke und Caroline Hartig ist es ihr erster Auftritt in einem Film der Rosamunde-Pilcher- beziehungsweise Herzkino-Reihe. Leonie Brill war bereits in Produktionen von Inga Lindström zu sehen, die ebenfalls zur „Herzkino-Reihe“ gehören, Paul Triller spielte 2013 in dem „Herzkino-Film“ Frühlingskinder. Stephanie Japp wirkte zuvor in zwei weiteren Pilcher-Produktionen mit, Daniel Morgenroth in einer.

### Veröffentlichung
Im Fernsehprogramm des Österreichischen Rundfunks ORF 2 wurde der Film am 29. Februar 2020 erstmals ausgestrahlt, im Programm des ZDF fand die Erstausstrahlung einen Tag später, am 1. März 2020, statt.

## Rezeption

### Einschaltquote
Bei seiner Erstausstrahlung schalteten den Film 5,23 Millionen Zuschauer ein bei einem Marktanteil von 14,6 Prozent.

### Kritik
Die Kritiker der Fernsehzeitschrift TV Spielfilm hielten den Daumen nach unten und begründeten das wie folgt: „Wäre es beim Babytausch und der zufälligen Enthüllung durch die zufällige Freundschaft der jungen Männer geblieben, hätte man den Plot mit viel gutem Willen durchwinken können. Doch mit dem schwesterlichen Liebestausch on top bleibt nur eine Frage: ernsthaft?“
Tilmann P. Gangloff gab dem Film auf der Seite tittelbach.tv drei von sechs möglichen Sternen und fasste zusammen: „Viele Pilcher-Filme leiden darunter, dass die männlichen Hauptdarsteller im Glanz ihrer attraktiven Kolleginnen verblassen. Unter solchen Voraussetzungen hätte die Geschichte von ‚Falsches Leben, wahre Liebe‘ […] mit ihren beiden Über-Kreuz-Beziehungen allerdings gar nicht funktioniert. Der Frauentausch ist schon früh absehbar, doch dann sorgt das romantische Drama für einen echten Knüller, der der Handlung für die zweite Filmhälfte eine völlig andere Ausrichtung gibt. ‚Herzkino‘-Routinier Bartmann orientiert sich bei seiner Inszenierung allzu sehr an den Konventionen des Sendeplatzes, aber das junge Quartett – Marvin Linke, Leonie Brill, Paul Triller, Caroline Hartig – ist sehenswert.“ Der Film sei, trotz berechtigter Kritik an Stereotypen, „dank der verwandtschaftlichen Verwicklungen und der doppelten Romanze keine Zeitverschwendung“.